# Kommission Barroso I

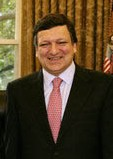
Kommissionspräsident José Manuel Barroso

Als Kommission Barroso I wird die Europäische Kommission unter dem Präsidenten José Manuel Barroso bezeichnet, die am  22. November 2004 ihre Arbeit für die Amtszeit 2004 bis 2009 aufnahm. Sie folgte der Kommission Prodi nach. Neben dem Präsidenten der Europäischen Kommission gehörten ihr bis zum 31. Dezember 2006 24 weitere Kommissare an. Durch den Beitritt von Rumänien und Bulgarien kamen am 1. Januar 2007 zwei weitere Kommissare hinzu. 
Unter den nunmehr 27 Kommissaren waren drei ehemalige Ministerpräsidenten, fünf ehemalige Außenminister und drei ehemalige Finanzminister. Mit acht Frauen im Kollegium, also knapp einem Drittel, waren so viele Frauen wie noch nie zuvor in der Kommission vertreten.
Am 16. September 2009 wurde Barroso mit 382 von 718 gültigen Stimmen für eine zweite Amtszeit wiedergewählt. Die Erneuerung der übrigen Kommission verzögerte sich jedoch bis nach dem Inkrafttreten des Vertrags von Lissabon. Die Kommission Barroso II trat ihre Amtsgeschäfte am 10. Februar 2010 an.

## Ressorts und Kommissare
| Ressort                                                                                         | Kommissar/-in                      | Mitgliedstaat          | nationale Partei       | europäische Partei   |
| ----------------------------------------------------------------------------------------------- | ---------------------------------- | ---------------------- | ---------------------- | -------------------- |
| Präsident                                                                                       | José Manuel Barroso                | Portugal               | PSD                    | EVP                  |
| Erste Vizepräsidentin, Institutionelle Beziehungen und Kommunikationsstrategie                  | Margot Wallström                   | Schweden               | SAP                    | SPE                  |
| Vizepräsident, Justiz, Freiheit und Sicherheit                                                  | Franco Frattini (bis Mai 2008)     | Italien                | Forza Italia           | EVP                  |
| Vizepräsident, Justiz, Freiheit und Sicherheit                                                  | Jacques Barrot (ab Mai 2008)       | Frankreich             | UMP                    | EVP                  |
| Vizepräsident, Unternehmen und Industrie                                                        | Günter Verheugen                   | Deutschland            | SPD                    | SPE                  |
| Vizepräsident, Verkehr                                                                          | Jacques Barrot (bis Mai 2008)      | Frankreich             | UMP                    | EVP                  |
| Vizepräsident, Verkehr                                                                          | Antonio Tajani (ab Mai 2008)       | Italien                | PdL                    | EVP                  |
| Vizepräsident, Verwaltung, Audit und Betrugsbekämpfung                                          | Siim Kallas                        | Estland                | ERP                    | ELDR                 |
| Allgemeine und berufliche Bildung und Kultur                                                    | Ján Figeľ (bis Oktober 2009)       | Slowakei               | KDH                    | EVP                  |
| Allgemeine und berufliche Bildung und Kultur                                                    | Maroš Šefčovič (ab Oktober 2009)   | Slowakei               | der SMER nahestehend   | der SPE nahestehend  |
| Außenbeziehungen und Europäische Nachbarschaftspolitik (bis 30. November 2009)                  | Benita Ferrero-Waldner             | Österreich             | ÖVP                    | EVP                  |
| Vizepräsidentin, Hoher Vertreter der EU für Außen- und Sicherheitspolitik (ab 1. Dezember 2009) | Catherine Ashton                   | Vereinigtes Königreich | Labour                 | SPE                  |
| Beschäftigung, soziale Angelegenheiten und Chancengleichheit                                    | Vladimír Špidla                    | Tschechien             | ČSSD                   | SPE                  |
| Binnenmarkt und Dienstleistungen                                                                | Charlie McCreevy                   | Irland                 | FF                     | AEN, ab 2009 ELDR    |
| Energie                                                                                         | Andris Piebalgs                    | Lettland               | LC                     | ELDR                 |
| Entwicklung und humanitäre Hilfe                                                                | Louis Michel (bis Juli 2009)       | Belgien                | MR                     | ELDR                 |
| Entwicklung und humanitäre Hilfe                                                                | Karel De Gucht (ab Juli 2009)      | Belgien                | Open VLD               | ELDR                 |
| Erweiterung                                                                                     | Olli Rehn                          | Finnland               | Keskusta               | ELDR                 |
| Finanzplanung und Haushalt                                                                      | Dalia Grybauskaitė (bis Juli 2009) | Litauen                | der LSDP nahestehend   | der SPE nahestehend  |
| Finanzplanung und Haushalt                                                                      | Algirdas Šemeta (ab Juli 2009)     | Litauen                | der TS-LKD nahestehend | der EVP nahestehend  |
| Fischerei und maritime Angelegenheiten                                                          | Joe Borg                           | Malta                  | PN                     | EVP                  |
| Gesundheit                                                                                      | Márkos Kyprianoú (bis März 2008)   | Zypern                 | DIKO                   | der ELDR nahestehend |
| Gesundheit                                                                                      | Androulla Vassiliou (ab März 2008) | Zypern                 | EDI                    | ELDR                 |
| Handel (bis 30. November 2009)                                                                  | Peter Mandelson (bis Oktober 2008) | Vereinigtes Königreich | Labour                 | SPE                  |
| Handel (bis 30. November 2009)                                                                  | Catherine Ashton (ab Oktober 2008) | Vereinigtes Königreich | Labour                 | SPE                  |
| Handel, Europäische Nachbarschaftspolitik, EuropeAid (ab 1. Dezember 2009)                      | Benita Ferrero-Waldner             | Österreich             | ÖVP                    | EVP                  |
| Informationsgesellschaft und Medien                                                             | Viviane Reding                     | Luxemburg              | CSV                    | EVP                  |
| Landwirtschaft und ländliche Entwicklung                                                        | Mariann Fischer Boel               | Dänemark               | Venstre                | ELDR                 |
| Mehrsprachigkeit (seit 1. Januar 2007)                                                          | Leonard Orban                      | Rumänien               | PNL                    | ELDR                 |
| Regionalpolitik                                                                                 | Danuta Hübner (bis Juli 2009)      | Polen                  | PO                     | EVP                  |
| Regionalpolitik                                                                                 | Paweł Samecki (ab Juli 2009)       | Polen                  | der PO nahestehend     | der EVP nahestehend  |
| Steuern und Zollunion                                                                           | László Kovács                      | Ungarn                 | MSZP                   | SPE                  |
| Umwelt                                                                                          | Stavros Dimas                      | Griechenland           | ND                     | EVP                  |
| Verbraucherschutz (seit 1. Januar 2007)                                                         | Meglena Kunewa                     | Bulgarien              | NDSV                   | ELDR                 |
| Wettbewerb                                                                                      | Neelie Kroes                       | Niederlande            | VVD                    | ELDR                 |
| Wirtschaft und Währung                                                                          | Joaquín Almunia                    | Spanien                | PSOE                   | SPE                  |
| Wissenschaft und Forschung                                                                      | Janez Potočnik                     | Slowenien              | der LDS nahestehend    | der ELDR nahestehend |

Politische Richtungen
Die Farben weisen auf die ungefähren politischen Richtungen bzw. die Zugehörigkeit zu europäischen politischen Parteien hin:
| Richtung                             | Anzahl der Kommissare |
| ------------------------------------ | --------------------- |
| EVP (christdemokratisch/konservativ) | 9                     |
| ELDR (liberal/zentristisch)          | 11                    |
| SPE (sozialdemokratisch)             | 7                     |

## Personalfrage, Ernennung und Wahl der Kommission
Im Juni 2004 ging in der Europäischen Union die Suche nach einem mehrheitsfähigen Nachfolger für Kommissionspräsident Romano Prodi in die intensive Phase. Prodi sollte im Oktober turnusgemäß aus dem Amt scheiden; er selbst sagte am 16. Juni zu einer möglichen Wiederwahl: Ich schließe das nicht aus. Die Staats- und Regierungschefs schließen das aus. Und deren Entscheidung ist wohl wichtiger.
Ratspräsident Bertie Ahern sondierte schon mehrere Wochen lang bei Reisen in die Mitgliedsländer, um sich jeweils im kleinen Kreis ("Beichtstuhl-Verfahren") einen Eindruck über mögliche Mehrheiten oder einen Konsens zur Nachfolge Prodis zu verschaffen. Die Entscheidung sollte noch vor dem Übergang des Ratsvorsitzes von Irland an die Niederlande am 1. Juli erfolgen. Bei der Ratssitzung am 17./18. Juni kam es jedoch noch zu keiner Einigung, weil die Entscheidung über die EU-Verfassung Priorität hatte. Laut Ahern sollen 9 Kandidaten im Gespräch gewesen sein, zuletzt jedoch nur noch wenige.
Schon seit Anfang 2004 kursierten verschiedene Namen, vor allem jene der Regierungschefs Jan Peter Balkenende (Niederlande), Jean-Claude Juncker (Luxemburg), der jedoch absagte, Wolfgang Schüssel (Österreich) und Guy Verhofstadt (Belgien) sowie der französische Außenminister Michel Barnier. Frankreichs Staatspräsident Jacques Chirac schlug mit Zustimmung des deutschen Bundeskanzlers Gerhard Schröder den bayerischen Ministerpräsidenten Edmund Stoiber vor, der dies jedoch ablehnte. Verschiedentlich wurde auch vorgeschlagen, einen führenden Politiker aus dem Süden der Union oder aus einem der Beitrittsländer beziehungsweise einen der erfahreneren Kommissare (Chris Patten, Franz Fischler, Loyola de Palacio oder Günter Verheugen) zu nominieren. Schon bei der Nominierung früherer Präsidenten hatte sich jedoch gezeigt, dass dies kaum in Frage kommt. Der Europäische Rat bevorzugt eine Persönlichkeit aus seiner Mitte, im Gegensatz zum Europäischen Parlament jedoch nicht unbedingt eine "starke" Persönlichkeit.
Nach dem EU-Gipfel wurde von Spanien der Hoher Vertreter für die Gemeinsame Außen- und Sicherheitspolitik, Javier Solana, ins Spiel gebracht. Schon vorher hatten Deutschland und Frankreich den Liberalen Verhofstadt forciert, die EVP als stärkste Fraktion im Europäischen Parlament den damaligen Außenkommissar Chris Patten. Diese Vorschläge galten als taktisch, um einerseits der sozialdemokratischen SPE die Zustimmung zu erleichtern und andererseits einem Mitglied der EVP den Weg zu bereiten. Beim EU-Gipfel konnte keiner der beiden eine Mehrheit auf sich vereinen.
Einige Tage vor der zweiten Ratssitzung (Sondergipfel) am 29. Juni wurden Spitzenpolitiker aus Griechenland und der portugiesische Ministerpräsident José Manuel Barroso ins Spiel gebracht. Letzterem schien die Zustimmung der EVP-Fraktion im Parlament sicher und die von weiteren Gruppen wahrscheinlich, doch galt er als noch wenig erfahren in der EU-Politik. Als seine Nominierung am 29. Juni erfolgte, war das Echo jedoch überwiegend positiv. Am 22. Juli wurde Barroso vom Parlament bestätigt.
Die am 13. August 2004 bekannt gegebene ursprüngliche Verteilung der Ressorts war auf weite Zustimmung gestoßen und stärkte deshalb zunächst die Position Barrosos. Jedoch erwies sich die Befragung der einzelnen Kommissionskandidaten im Europäischen Parlament als problematisch, insbesondere kam es zu scharfer Ablehnung des italienischen Kandidaten Rocco Buttiglione durch die sozialdemokratischen und  liberalen Fraktionen. Da eine Ablehnung der Kommission in dieser Zusammensetzung absehbar war, zog Barroso am 27. Oktober noch vor der Abstimmung seinen Vorschlag zurück und begann mit der Ausarbeitung eines neuen Kandidatenvorschlages, den er am 4. November 2004 vorlegte.
In der neuen Kommission wurde Rocco Buttiglione durch den damaligen italienischen Außenminister Franco Frattini und die Lettin Ingrida Udre durch den ehemaligen Minister Andris Piebalgs ersetzt. Der ursprünglich für das Energie-Ressort vorgesehene und bei der Anhörung vor dem Europäischen Parlament wenig überzeugende ungarische Kandidat László Kovács erhielt das Ressort Steuern und Zölle.
Am 18. November 2004 bestätigte das Parlament die Kommission mit 449 Stimmen, also einer Zweidrittelmehrheit. 149 Abgeordnete stimmten gegen die Zusammensetzung, 82 enthielten sich.

## Umbildungen der Kommission
Mit der Erweiterung der EU um Bulgarien und Rumänien 2007 wurde die Kommission von 25 auf 27 Kommissare erweitert. Hierfür wurde das Ressort Verbraucherschutz aus dem Umweltressort und das Ressort Mehrsprachigkeit aus dem Bildungsressort ausgegliedert.
Außerdem wurde die Kommission im Laufe ihrer Amtszeit einige Male umgebildet, da Kommissionsmitglieder Posten in ihrer jeweiligen nationalen Regierung übernahmen. Im März 2008 wurde Márkos Kyprianoú Außenminister von Zypern, sodass ihm Androulla Vassiliou als Gesundheitskommissarin nachfolgte. Im Mai 2008 wurde Franco Frattini italienischer Außenminister, sein Nachfolger als Justizkommissar wurde Jacques Barrot, dem Antonio Tajani als Kommissar für Verkehr nachfolgte. Im Oktober 2008 übernahm Peter Mandelson das britische Wirtschaftsministerium und wurde von Catherine Ashton als Handelskommissar abgelöst. 
Im Mai 2009 schließlich wurde Dalia Grybauskaitė zur litauischen Staatspräsidentin gewählt. Ihr Nachfolger als Finanzkommissar wurde daher ab Juli 2009 Algirdas Šemeta.
In der Endphase des fünfjährigen Mandats erfolgten noch weitere Umbildungen der Kommission, da mehrere Kommissionsmitglieder bei der Europawahl 2009 ins Europäische Parlament gewählt wurden und daher ihr Amt aufgaben. Dies betraf die polnische Kommissarin für Regionalpolitik Danuta Hübner, deren Nachfolger ab Juli 2009 Paweł Samecki wurde, sowie den belgischen Entwicklungskommissar Louis Michel, dem Karel De Gucht nachfolgte. Die luxemburgische Kommissarin für Informationsgesellschaft Viviane Reding und die bulgarische Verbraucherschutzkommissarin Meglena Kunewa, die ebenfalls Sitze gewonnen hatten, verzichteten auf ihre Parlamentsmandate und erklärten, in der Kommission verbleiben zu wollen. Schließlich trat der vormalige Botschafter der Slowakei bei der EU, Maroš Šefčovič, am 1. Oktober 2009 die Nachfolge von Ján Figeľ an, dessen Partei aus der Regierung der Slowakei ausschied.
Eine letzte Umstellung der Kommission erfolgte schließlich nach Inkrafttreten des Vertrags von Lissabon zum 1. Dezember 2009, durch die das Amt des Außenkommissars mit dem des Hohen Vertreters für die Gemeinsame Außen- und Sicherheitspolitik vereinigt werden sollte. Diese Zusammenlegung der Ämter war formal jedoch nur durch die Nominierung des neuen Hohen Vertreters durch den Europäischen Rat und dessen Bestätigung durch das Europäische Parlament möglich, die erst mit der Ernennung der Kommission Barroso II im Februar 2010 erfolgen sollte. Um dennoch schon ab 1. Dezember 2009 die neuen Verhältnisse zu gewährleisten, tauschte die bisherige Handelskommissarin Catherine Ashton, die Ende November noch nach dem alten Verfahren vom Europäischen Rat als Hohe Vertreterin ernannt worden war, ihr Ressort mit der bisherigen Außenkommissarin Benita Ferrero-Waldner. Ashton war damit bis zur Ernennung der Kommission Barroso II in Personalunion Außenkommissarin und Hohe Vertreterin.